# 朱壽朋
朱壽朋（1868年—？），字锡百，江苏省上海县人。清朝政治人物、進士出身。
光緒二十九年，登進士，改庶吉士。光緒三十三年，授翰林院編修。中華民國成立后，擔任江苏南菁公立学校校长，后擔国务院秘书、中華民國外交部政務司佥事等职。1922年，代理外交部条约司司长。